# Перес Хилтон
Марио Армандо Лавандейра Мл. (род. 23 мая 1978, Майами, Флорида, США), более известный под псевдонимом Перес Хилтон, — американский блогер, обозреватель и медийная личность. Его блог PerezHilton.com (ранее PageSixSixSix.com), стал известен постами, связанными со слухами о знаменитостях. Хилтон также известен из-за публикаций таблоидных фотографий, под которыми он добавлял свои карикатуры. В прошлом его блог вызвал споры из-за предания огласке закрытой информации о знаменитостях в СМИ.
Помимо ведения блога Хилтон написал три книги, ведёт подкаст с Крисом Букером, два канала на YouTube, и играл в двух ныне закрытых бродвейских шоу. В 2018 году BroadwayWorld назвал его «значимым инфлюенсером в звездном масс-медиа».

## Молодость
Хилтон родился в Майами в семье кубинцев. Он рос в Маленькой Гаване и Уэстчестере, ходил в Belen Jesuit Preparatory School, католическую школу для мальчиков в Майами. Хилтон окончил школу в 1996, поступил в Нью-Йоркский университет, где и начинающий актёр получал стипендию.
Хилтон также является открытым гомосексуалом. Он называет Мохаммеда Али своим главным кумиром.
У Хилтона есть сын и две дочери, рождённые суррогатной матерью: Марио Армандо Лавандейра III (род. 16.02.2013), Миа Альма Лавандейра (род. 09.05.2015) и Мэйт Амор Лавандейра (род 04.10.2017).

## PerezHilton.com

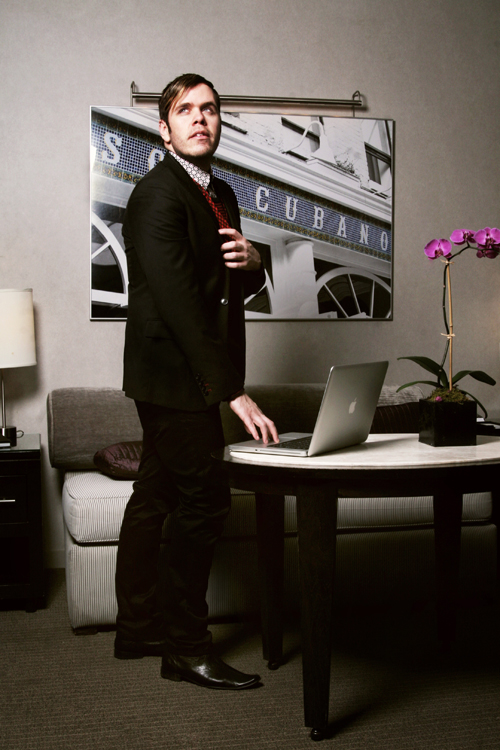
Официальная фотография с PerezHilton.com, 2009

После окончания университета в 2000 году и до карьеры блоггера, Хилтон пробовал стать актёром. Также недолгое время работал ассистентом в отношениях между СМИ и организацией по правам ЛГБТ, ГЛААД, писал публикации о геях на фрилансе, работал администратором в гей-клубе Urban Outings в Нью-Йорке и какое-то время главным редактором в гей-журнале Instinct. По его признанию, он стал блоггером «потому что ему показалось, что это просто».

## Сайты
- Official website
- Perez Hilton in Trouble at Variety.com
- Видеоканал Perez Hilton на YouTube
- Perez Hilton is Terra’s Hispanic of the Year